# آی-اسپیس
آی-اسپیس (چینی: 星际荣耀; پین‌یین: xīngjì róngyào; ت.ت. 'Interstellar Glory') شرکت هوافضای چینی است، که در سال ۲۰۱۶ تأسیس شد.